# ورنر اسرائیل
وِرنِر اسرائیل (به انگلیسی: Werner Israel) (زاده ۴ اکتبر ۱۹۳۱) فیزیکدان کانادایی است که در شهر برلین آلمان زاده شد و در شهر کِیپ تاون آفریقای جنوبی بزرگ شد. وی مدرک کارشناسی خود را در سال ۱۹۵۱ و مدرک کارشناسی ارشد را در سال ۱۹۵۴ از دانشگاه کیپ‌تاون و مدرک دکترا را در سال ۱۹۶۰ از ترینیتی کالج دانشگاه دابلین دریافت نمود.
در سال ۱۹۹۰ وی به همراه اریک پواسون در زمینه مطالعه ساختار درونی سیاهچاله‌ها پیشگام شدند و با دنبال کردن پیشنهادی از سوی راجر پنروز موفق به کشف پدیده مهم تورم جرم گردیدند.